# Шар (Александровський район)
Шар (рос. Шар) — селище у складі Александровського району Оренбурзької області, Росія.

## Населення
Населення — 74 особи (2010; 167 у 2002).
Національний склад (станом на 2002 рік):
- росіяни — 44 %
- казахи — 42 %